# Gan Le'ummi Haré Yehuda
Gan Le'ummi Haré Yehuda (hebreiska: גן לאמי הרי יהודה) är ett naturreservat i Israel.   Det ligger i distriktet Jerusalem, i den nordöstra delen av landet.